# Hypoponera ursoidea
Hypoponera ursoidea är en myrart som först beskrevs av Bernard 1953.  Hypoponera ursoidea ingår i släktet Hypoponera och familjen myror. Inga underarter finns listade i Catalogue of Life.